# Dobrova (Celje, Slovenija)
Dobrova je naselje u slovenskoj Općini Celju. Dobrova se nalazi u pokrajini Štajerskoj i statističkoj regiji Savinjskoj. 

## Stanovništvo
Prema popisu stanovništva iz 2002. godine naselje je imalo 191 stanovnika.